# Campionati mondiali di ginnastica artistica 2011 - Parallele asimmetriche

## Risultati
| Pos.    | Ginnasta          | Nazione     | Punteggio di partenza | Punteggio della giuria | Penalità | Totale |
| ------- | ----------------- | ----------- | --------------------- | ---------------------- | -------- | ------ |
| Oro     | Viktorija Komova  | Russia      | 6,700                 | 8,800                  | -        | 15,500 |
| Argento | Tat'jana Nabieva  | Russia      | 6,600                 | 8,400                  | -        | 15,000 |
| Bronzo  | Huang Qiushang    | Cina        | 6,700                 | 8,133                  | -        | 14,833 |
| 4       | Jordyn Wieber     | Stati Uniti | 6,300                 | 8,200                  | -        | 14,500 |
| 5       | Gabrielle Douglas | Stati Uniti | 6,300                 | 7,900                  | -        | 14,200 |
| 5       | Asuka Teramoto    | Giappone    | 6,300                 | 7,900                  | -        | 14,200 |
| 7       | Kōko Tsurumi      | Giappone    | 6,400                 | 7,666                  | -        | 14,066 |
| 8       | Youna Dufournet   | Francia     | 6,300                 | 6,341                  | -        | 12,641 |